# Weilerswist
Weilerswist é um município do distrito Euskirchen na Alemanha, localizada perto de Colônia.